# Vittore Soranzo
Vittore Soranzo (Venezia, 26 luglio 1500 – Venezia, 13 maggio 1558) è stato un vescovo cattolico italiano.
Processato per eresia nel 1551, Giulio III impose la sua assoluzione al Sant'Uffizio dopo averne raccolto un'abiura segreta. Con l'avvento al papato di Paolo IV, il vescovo di Bergamo fu nuovamente processato e condannato in contumacia, poche settimane prima della morte.

Stemma Soranzo

## Biografia

### Al servizio di Clemente VII

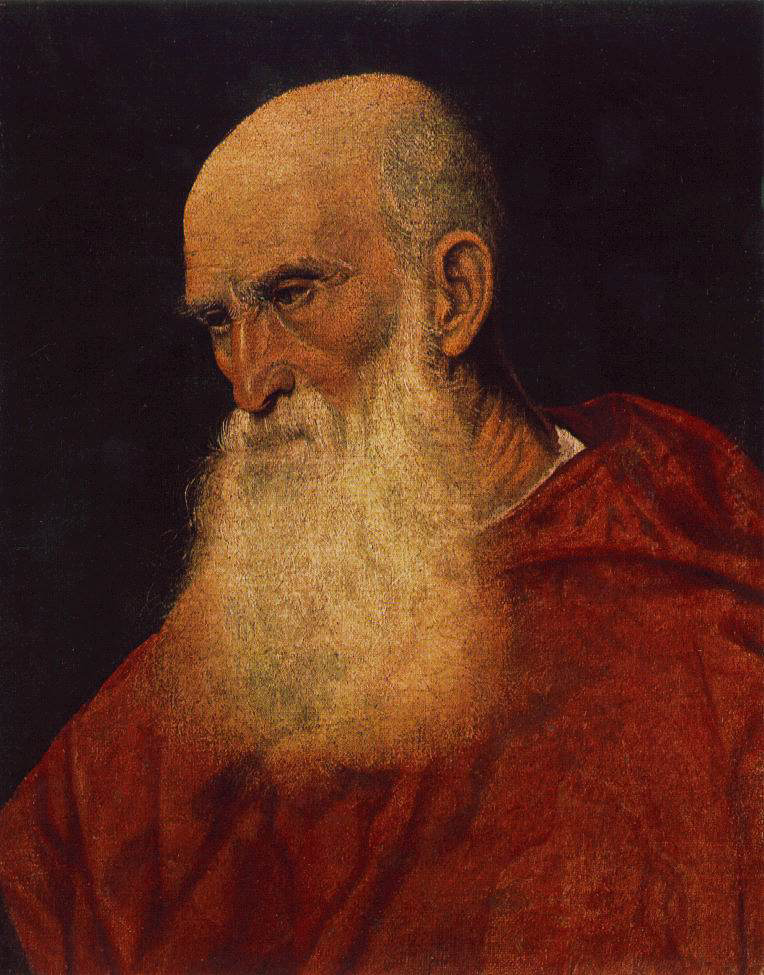
Jacopo Bassano: ritratto di Pietro Bembo

Vittore nacque da Alvise Soranzo e Lucia Cappello, primogenito di una famiglia nobile ma non ricca: col tempo vennero altri sei figli, l'ultimo dei quali, Francesco, nel 1519.
Come ogni patrizio primogenito, sul quale viene riposto l'onere di confermare il tradizionale decoro familiare, andò a Padova per studiarvi diritto e avere così accesso a una carriera nell'amministrazione della Repubblica veneziana, ma Vittore non conseguì la laurea: la conoscenza del brillante umanista Pietro Bembo, suo lontano parente che si era stabilito a Padova nel 1521, attendendovi alle Prose della volgar lingua, lo spinse a preferire le lettere, lasciando l'Università e una sicura carriera per l'incerto futuro che gli studi umanistici potevano offrire.
Studiò privatamente con l'apprezzato e austero maestro Trifone Gabriele, ospite nella sua villa dei Ronchi, nella campagna padovana, venendo seguito dallo stesso Bembo al quale mandava, per ottenere giudizi e correzioni, sonetti e canzoni. In quegli anni erano allievi del Gabriele personalità come Alvise Priuli - che sarà intimo collaboratore del discusso cardinale Reginald Pole – Jacopo Bonfadio e quell'Apollonio Merenda, segretario del Bembo, che dovrà ritrovare trenta anni dopo nel carcere dell'Inquisizione romana. Tutti personaggi che, insieme con i coetanei allievi dello Studio di Padova – Ludovico Beccadelli, Giovanni Morone, Pietro Martire Vermigli, Pier Paolo Vergerio - si ritroveranno a vario titolo partecipi della temperie dottrinale che l'onda della Riforma luterana avrebbe provocato di lì a poco anche in Italia.

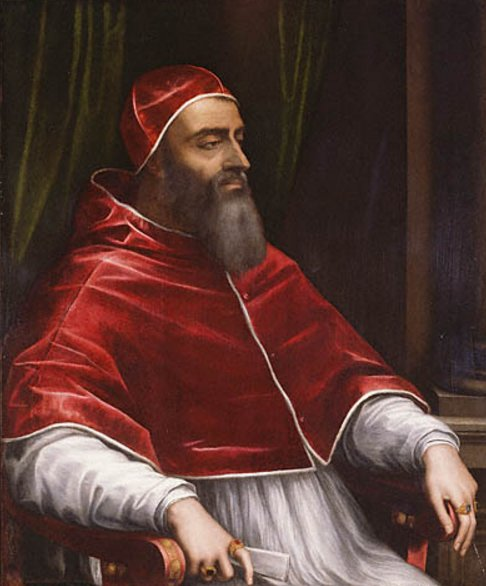
Sebastiano del Piombo: Clemente VII

Benché elogiato e stimolato più volte dal Bembo la sua vena poetica non era abbastanza fluente per aprirgli le porte della gloria letteraria, ed egli dovette porsi il problema di procurarsi qualche beneficio ecclesiastico che gli permettesse di rendersi indipendente dalla famiglia e di dedicarsi con tranquillità alla poesia e all'approfondimento dei classici. A questo scopo, nell'ottobre del 1529 Vittore si recò a Bologna, dove Clemente VII e Carlo V s'incontravano per la prima volta dopo il Sacco romano per ristabilire la pace, imporre all'Italia un nuovo ordine e concordare una strategia atta a regolare la inquietante situazione politica e religiosa creatasi in Germania. Probabilmente grazie alle raccomandazioni del suo illustre protettore ottenne la nomina a cameriere segreto del papa: in questa veste presentò al pontefice la richiesta, subito soddisfatta, di legittimare i figli naturali del Bembo. Sperava di aver tempo di proseguire i propri studi: per intanto, nell'aprile del 1530, seguiva la corte papale a Roma.
Essere alla corte del papa comportava bensì la possibilità di ottenere benefici e privilegi, ma anche la necessità di una grande quantità di spese, indispensabili per adeguarsi al tenore di vita di quell'alta corte: mentre i primi, per il Soranzo, si facevano attendere, le seconde erano quotidiane. Di qui, nel fitto carteggio tenuto con il Bembo, un lamentarsi per i debiti accumulati con i creditori, per i mancati soccorsi del padre, e per aver dismesso i suoi studi senza aver ricavato contropartita alcuna. Nessun commento, invece, con un corrispondente di tanta cultura e di così vasti interessi, su quei temi propriamente religiosi e su quell'unità dei cristiani messa in pericolo dalle riforme che s'andavano apprestando in Germania, che pure avrebbero dovuto essere al vertice delle preoccupazioni curiali, né su i tanti personaggi che le sue incombenze gli avevano permesso di conoscere, come l'esule spagnolo Juan de Valdés, i fiorentini Carnesecchi, Pulica e Gelido, o il poeta modenese Gandolfo Porrino.
L'assillante ricerca del Soranzo di una sistemazione economica doveva essere ben presente ai suoi compagni di lavoro e di brigata, e costituire la nota prevalente della sua attività romana se il Giovanni Mauro lo tratteggerà in due versi tutto intento alla caccia di benefici, finché le iniziative del Bembo non riuscirono finalmente a fargli ottenere dal papa, ai primi del 1533, una rendita dal priorato di Sant'Antonio a Brescia. Quasi appena in tempo, giacché il 23 settembre 1534 moriva Clemente VII e, con la successione di Paolo III, ai vecchi servitori subentravano nuovi cortigiani e il Soranzo riprendeva, forse senza troppi rimpianti, la strada per Venezia.

### Al servizio del cardinale Bembo
Da Venezia se ne tornò subito ad abitare a Padova, vicino al suo protettore, a curare la sua rendita bresciana e a dedicarsi ai diletti umanistici con il Bembo, con il Fregoso, con il Gheri. Frequentò di certo tutta la cerchia intellettuale che, stabilmente o di passaggio, la città poteva vantare: Benedetto Varchi e Aonio Paleario, Marcantonio Flaminio e Sperone Speroni, Ludovico Beccadelli e l'Aretino, Alvise Priuli e Carlo Gualteruzzi, ma poco o nulla si sa di quei commerci.

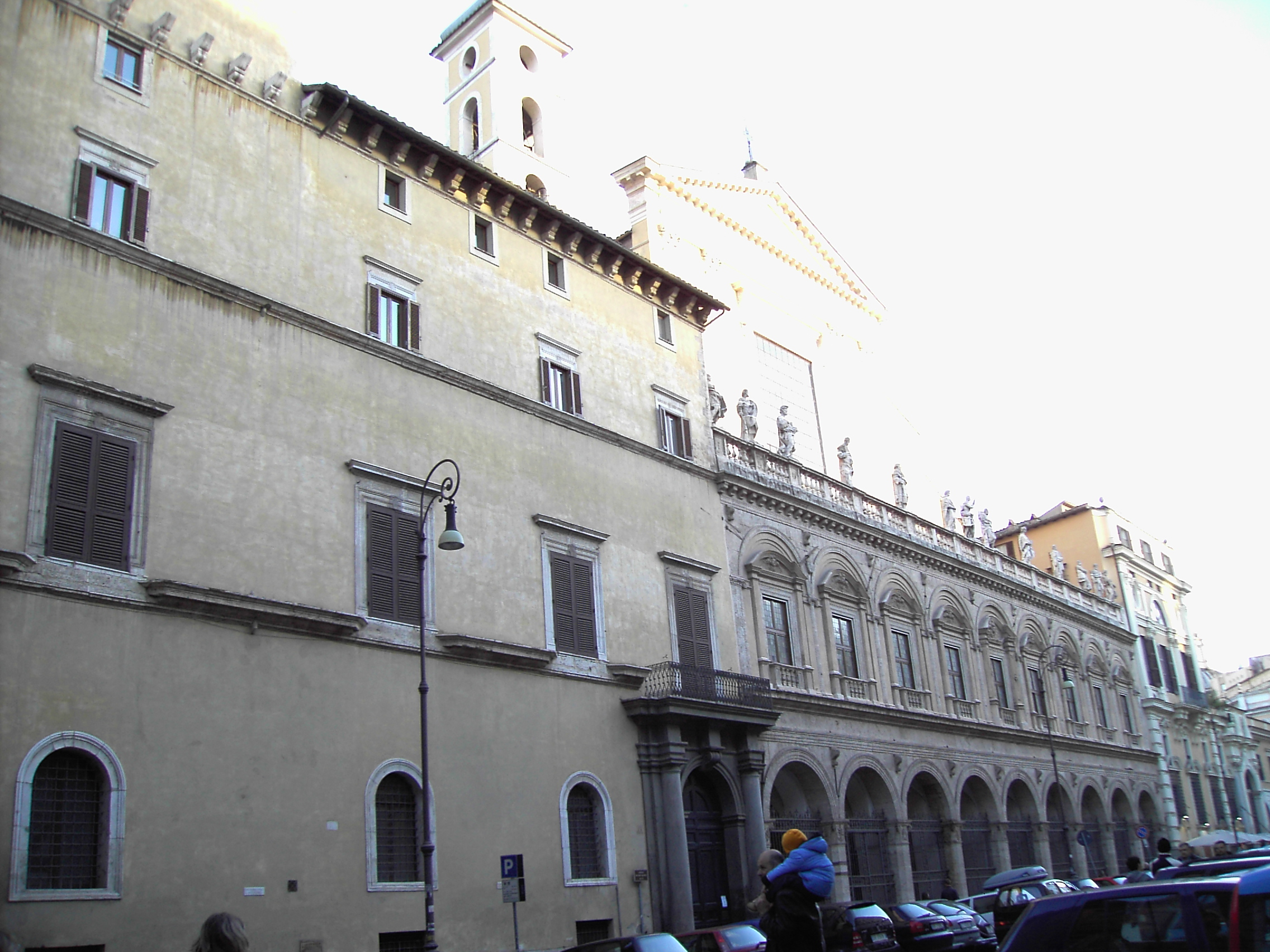
Palazzo SS Apostoli, prima residenza romana del Bembo

Una prima svolta della vita del Soranzo si ebbe con la nomina cardinalizia di Pietro Bembo. Paolo III infatti, dopo aver sistemato gli affari di famiglia facendo cardinali i figli dei suoi figli Pier Luigi e Costanza Farnese, deciso ad affrontare l'ormai irrimandabile questione luterana, in successivi concistori portò ai vertici della Chiesa personaggi prestigiosi come Gasparo Contarini, Gian Pietro Carafa, Reginald Pole, Jacopo Sadoleto, Federico Fregoso e appunto, nel 1538, Pietro Bembo. Certo, questi «non era uomo che desse affidamento per la riforma che urgeva della Chiesa né, contro i rischi della riforma, per una disciplinata difesa della tradizione curiale [...] era uomo per cui il cardinalato, in una Chiesa visibile che fosse all'avanguardia della cultura umanistica e umana, valeva bene una messa», e infatti la sua scelta suscitò l'aperta ostilità di un uomo, come il Carafa, rigoroso fino al fanatismo. In realtà il Bembo prese molto sul serio i suoi doveri, come testimoniano, fra l'altro, le sue nuove letture incentrate sui problemi religiosi: dalle lettere di Paolo ai commenti di Giovanni Crisostomo, dall'Apologia del Paleario agli In Scripturam sacram problemata di Francesco Zorzi, al Dialogo dell'unione di Bartolomeo da Castello o alle Paraphrases in duos et triginta psalmos del Flaminio. Fu dunque con l'intento di giovare agli interessi della Chiesa e della religione cristiana che, accompagnato dall'inseparabile Soranzo, suo maestro di casa, e da pochi altri, nell'ottobre del 1539 Pietro Bembo si stabiliva nel palazzo dei Santi Apostoli, accanto all'omonima basilica, da dove si sposterà due anni dopo nei palazzi vaticani.
Durante il viaggio romano, nella sosta fatta a Firenze, avevano incontrato, fra gli altri, anche il Carnesecchi: con questi Soranzo si recò, nei primi mesi del 1540, a Napoli, con l'occasione di ascoltare le prediche quaresimali tenute nella città dal celebre cappuccino Bernardino Ochino e rendere visita e soprattutto ascoltare il Valdés - che qui, dopo la morte di Clemente VII, aveva definitivamente stabilito la sua residenza - e il gruppo che all'alumbrado faceva riferimento, lo stesso Ochino, il Flaminio, il Merenda, il Vermigli, Mario Galeota, per dirne alcuni, oltre ai nobili Giulia Gonzaga, Giovan Francesco Alois, Ferrante Brancaccio, Consalvo Bernaudo, Galeazzo Caracciolo ad altri ancora.

#### Lo spiritualismo valdesiano

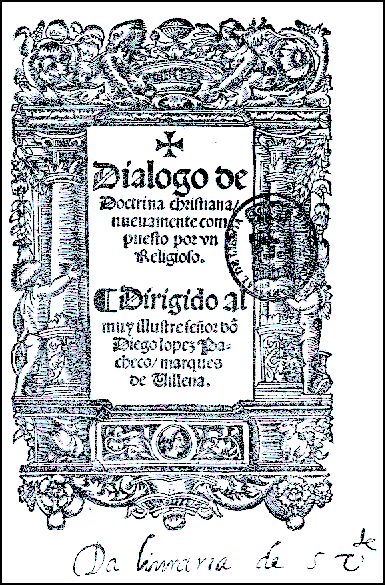
Valdés: De doctrina christiana

L'approfondita conoscenza della figura del Valdés - personalità di per sé carismatica - e della sua dottrina spiritualistica ebbe effetti decisivi sulla concezione religiosa del Soranzo e rappresentò l'autentica svolta della sua vita. Per Valdés, la conoscenza di Dio si realizza attraverso un processo di rivelazione interiore, necessariamente indotta, a causa della insufficienza della ragione umana, dallo spirito santo, la luce interiore che illumina il senso delle Scritture le quali, essendo come «una candela in un luogo oscuro», in mancanza di quella rimarrebbero oscure e mute.
La fede non si raggiunge attraverso deduzioni logiche né è il frutto di una persuasione o di un'opinione, ma si ottiene solo per rivelazione: è dunque un dono gratuito dello spirito santo. Un cristiano non giunge alla conoscenza divina attraverso lo studio della filosofia naturale – la conoscenza delle creature – come potevano credere i pagani, né soltanto attraverso lo studio delle Scritture, come ritengono gli ebrei, ma attraverso Cristo, e il beneficio della salvezza risiede nella fede della sua passione e morte.
La vera fede non è dunque «appresa» dalle Scritture, quasi che essa si possa fondare su una personale relazione con un libro: il vero vangelo non è quello «scritto e stampato da uomini con carta e penna, ma è quello scritto e comunicato nei cuori»; la fede cristiana è «fabbricata nell'anima nostra dalla virtù divina dello spirito santo», è una fede ispirata, che dà «all'uomo la pace della coscienza [...] lo certifica che sta in grazia di Dio, che è figliuolo di Dio e che è erede della vita eterna».
La conoscenza di Dio è perciò un'esperienza personale dello spirito: non può provenire dall'esterno – nessuna chiesa può darla – non è legata a opere, a voti, a cerimonie, a pratiche esteriori: essa è custodita da ciascuno nel segreto dell'anima, così che «il vero e perfetto cristiano è libero dalla tirannia della legge, dal peccato e dalla morte, ed è signore assoluto dei suoi effetti e dei suoi appetiti». La vera chiesa del Valdés è l'«insieme dei santi» che condividono questo vangelo interiore, la chiesa della fede viva opposta a quella della «fede morta», degli spirituali e degli evangelici opposti ai «superstiziosi» e ai «cerimoniali».

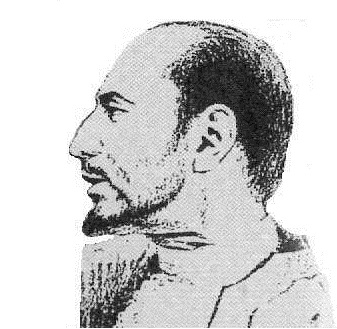
Juan de Valdés

Nessuna volontà di polemica aperta e di scissione con la chiesa ufficiale, diversamente dai luterani, è però in Valdés: «Io mi debbo guardare quanto mi sarà possibile di non usare la mia libertà cristiana in presenza di cristiani fiacchi e incerti nella fede». Dovendo evitare inutili scandali, il forte nella fede insegnerà al debole, segretamente e con pazienza, la strada della verità, non rifiutando, intanto, di partecipare a cerimonie nelle quali pure non crede: è la pratica nicodemitica della simulazione e della dissimulazione - cui si era piegato già san Paolo - resa del resto necessaria dalle presenti condizioni della Chiesa che riduce la vita cristiana a «vane cerimonie e a superstiziose osservazioni»: potendo, i veri cristiani «non si nasconderìano, come fanno, una volta per paura dei superstiziosi, acciocché non facciano con loro quello che fecero con Cristo».
Il Soranzo ritornò a Roma nella primavera del 1541, tutto pieno di quella dottrina che gli aveva aperto un nuovo orizzonte di vita e di azione: dal Valdés ricevette lettere e scritti e, dopo la sua morte, in settembre raggiunse a Capranica il cardinale Pole per accompagnarlo nella sua nuova destinazione di Viterbo, dove si costituì un cenacolo intellettuale che fu chiamato l'Ecclesia viterbensis per la riflessione teologica che vi svolsero, insieme con il prelato inglese, oltre al Soranzo, il Priuli, il Flaminio, il Carnesecchi, il Merenda, il Rullo, lo Stella, Vittoria Colonna, tutti discepoli del Valdés. Fondato sul carisma del Pole, quel circolo aveva nel Flaminio il più attivo propagatore di scritti valdesiani, di autori riformati d'oltralpe e di quel Beneficio di Cristo che, scritto dall'abate Benedetto Fontanini, e da lui revisionato e pubblicato anonimo nel 1543, conoscerà un clamoroso successo di lettori - 40 000 copie stampate in sei anni soltanto a Venezia, una cifra enorme per quei tempi - a testimonianza dell'appassionata inquietudine con la quale si seguivano temi religiosi quali la «giustificazione per sola fede», non considerata più materia riservata ai soli teologi.

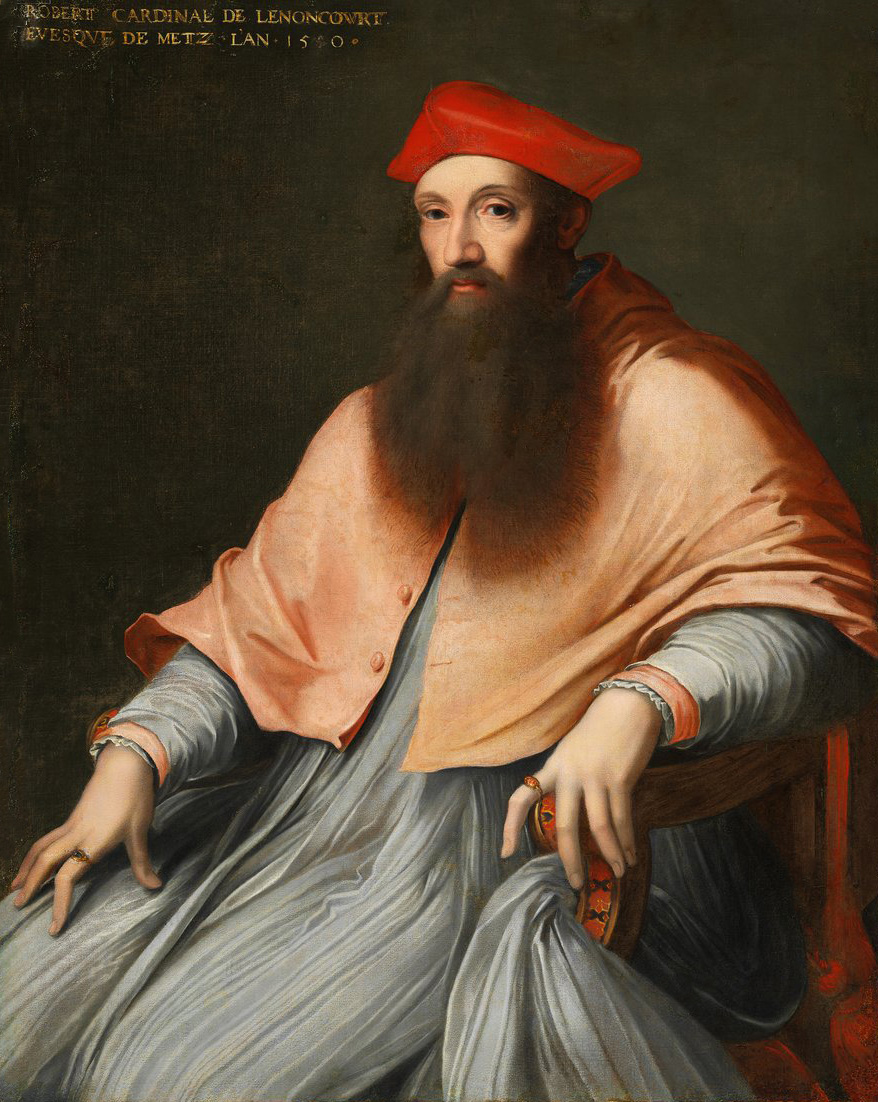
Il cardinale Reginald Pole

Il Pole propose al cardinale Contarini il Soranzo in qualità di nuovo governatore del santuario mariano di Loreto, ottenendone un rifiuto; tornato a Roma alla fine dell'aprile 1542, il Soranzo si attivò da neofita entusiasta in un'attività di proselitismo non scevra di imprudenza, secondo un certo suo carattere impulsivo, come quando, in agosto, a Bologna, confidò la sua fede al prete Niccolò Bargellesi - «usava certi modi de parlare novi, come sarìa dire degli electi e della luce de l'evangelio» - e avvicinò il circolo, di dubbia ortodossia, legato a Giovan Battista Scotti che l'anno dopo, processato, abiurò, nel 1547 denunciò i suoi compagni e infine testimonierà contro il Soranzo, che «haveva per bona e sancta la dottrina lutherana per la maggior parte, et massimamente circa la giustificatione, li meriti de l'opere buone, il libero arbitrio et brevemente tutto quel che si contiene in quel libretto intitolato il Beneficio di Christo».
Con lo Scotti il Soranzo rimase in corrispondenza fino al ritorno al cattolicesimo del luterano bolognese, che teneva le fila di un traffico di libri provenienti dalla Germania - da lui si procurò probabilmente la Conciliatio sacrae Scripturse del Westheimer, le Enarrationes epistolarum et evangeliorum di Lutero e i Loci communes di Filippo Melantone - e dalla Francia, da dove gli pervenne l'edizione latina del Nuovo Testamento del protestante Robert Estienne.
A Roma, la sua intimità con il Bembo gli consentiva di mantenere ed estendere una fitta rete di relazioni con personaggi di primo piano dell'ambiente ecclesiastico, quali i cardinali Morone e Pio, con l'arcivescovo di Otranto Pietro Antonio Di Capua e il generale dei minimi Gaspare Ricciuti dal Fosso; al Morone, vescovo di Modena, raccomandò per le prediche quaresimali del 1544 quel Bartolomeo della Pergola, al quale egli aveva già confidato le sue convinzioni eterodosse, il quale, proprio a causa delle sue omelie modenesi, accusato di propagare eresie luterane, verrà processato l'anno dopo.

### La nomina episcopale
Già vescovo di Gubbio, Pietro Bembo il 13 febbraio 1544 fu nominato vescovo di Bergamo. L'età avanzata, la gotta e gli altri impegni giustificarono la richiesta al papa di nominarvi Vittore Soranzo vescovo coadiutore: «quel buon gentilhuomo è fatto singular servo di Dio [...] dotto nelle sacre lettere [...] Sua Santità è stata contenta che io così abbia pensato di fare». Così, il concistoro del 18 luglio nominava Soranzo arcivescovo titolare di Nicea e vescovo coadiutore di Bergamo, con diritto di successione in caso di rinuncia o di morte del titolare e una pensione di duecento ducati. Il 9 agosto 1547 in seguito alle dimissioni del predecessore, Vittore Soranzo divenne vescovo di Bergamo.
Durante il viaggio per Bergamo, munito del libretto di Melantone De functione episcopi, regalatogli dall'amico luterano Guido Giannetti, sostò a Brescia, rimproverando il vicario Annibale Grisonio della proibizione del Beneficio di Cristo e criticando quanti, come il controversista domenicano Catarino Politi, si erano permessi di attaccare quel libro. L'8 novembre entrava in Bergamo, con il difficile impegno di tradurre in pratica il rinnovamento della sua diocesi senza superare quei limiti che non potevano essergli consentiti senza mettere a repentaglio la sua stessa libertà e sicurezza personale.
Provincia poverissima, quella di Bergamo, i cui 120 000 abitanti traevano sostentamento dagli scarsi salari dell'artigianato tessile, dalla coltivazione della vite, dall'insufficiente produzione cerealicola e dall'emigrazione a Venezia, flagellati dalle scorrerie degli eserciti invasori, dalle carestie, dalla pellagra, quando non dalla peste, e dalle tasse della Serenissima.
Il comportamento del clero non era esemplare: concubinato e commerci sessuali, ignoranza, indisciplina e abusi di ogni genere - preti che hanno figli, che frequentano prostitute, che portano armi, che bestemmiano, che giocano nelle osterie, che si assentano dalle parrocchie, che falsificano documenti, che commerciano, che imprestano denaro a usura, che non vestono l'abito talare, che non sanno celebrare - sono testimoniati dalle relazioni delle visite pastorali in città e nelle piccole chiese delle valli.

### Il tentativo riformatore

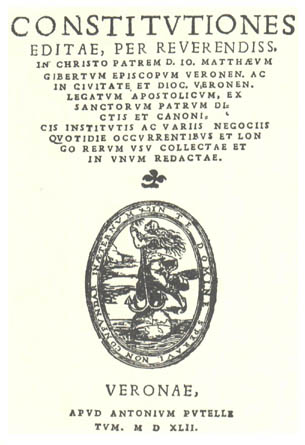
Le Constitutiones del vescovo Giberti

Già il vescovo di Verona Giberti aveva promosso negli anni Trenta un'opera di riforma nella sua diocesi e così stavano facendo a Modena Giovanni Morone, a Chioggia Giacomo Nacchianti e a Capodistria Pier Paolo Vergerio. Il 12 novembre 1544 il Soranzo emanò l'editto Ceremoniae servandae in cathedralibus ecclesiis Bergomi quando reverendissimus episcopus principalis celebrat, nel quale si limitava a chiedere l'osservanza di una minima disciplina durante le cerimonie liturgiche, seguito dall'Edictum generale del 3 dicembre, nel quale venivano vietati tutti gli abusi che aveva potuto riscontrare durante le sue visite pastorali.
Dai resoconti delle sue visite pastorali nella diocesi risulta la sua preoccupazione di evitare, per quanto possibile, che la devozione popolare trascendesse in pratiche superstiziose: il suo editto del 22 agosto 1547 ordina al clero di evitare «tutto ciò che con il pretesto della pietà e della devozione conduce alla rovina e alla perdizione delle anime». Promosse l'istruzione religiosa dei fedeli, raccomandando di istruire i fedeli utilizzando un catechismo in volgare, e quella dello stesso clero, imponendo a tutti i parroci di possedere una Bibbia - dimostrazione del degrado dell'istruzione del clero - di studiarla e di ascoltare essi stessi prediche e lezioni. Raccomandò loro anche la lettura del Concilium coloniense, pubblicato a Colonia nel 1538, un libro di istruzione della dottrina cristiana ad uso del clero, comprendente anche l'Enchiridion christianae institutionis di Johann Gropper, cardinale dal 1555, che tuttavia, dopo il concilio di Trento, sarà messo da parte a causa del suo approccio irenico rispetto alle divergenze dottrinali allora in seno alla Chiesa.

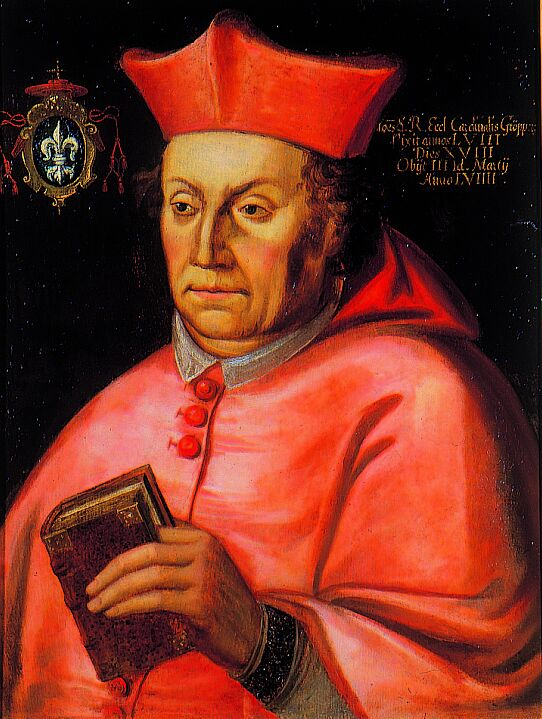
Johann Gropper

Tra le disposizioni ordinate dal vescovo vi era anche l'imposizione di consegnare i libri eretici o sospetti d'eresia, con la quale il Soranza veniva a rifornirsi di libri in aggiunta a quelli che pure egli già da tempo ordinava segretamente. Egli del resto dovette cominciare ad affidare, al posto di parroci indegni o particolarmente indisciplinati, persone di sua fiducia e perciò anche di fede vicina alla sua: così, fece parroco di Alzano don Gian Piero Faceti, detto Parisotto, il cui luteranesimo e il matrimonio segreto con suor Dorotea, al secolo Mobilia Sonzogno, del monastero benedettino di San Fermo, erano tuttavia ormai trapelati; fece parroco dell'importante chiesa bergamasca di Sant'Alessandro in Colonna un altro protestante, don Omobono Asperti, difendendolo apertamente contro le accuse di eresia. E altri ancora protesse, come don Ambrogio da Brescia, che già una volta aveva abiurato, cui affidò la parrocchia di Sarnico o don Ambrogio da Carona, che fuggirà in Valtellina con la moglie ex-suora.
Soranzo distribuiva a preti e frati libri proibiti, chiedendo loro un giudizio sul loro contenuto e vietò nei conventi femminili libri devozionali, sostituendoli col Beneficio di Cristo, con la Tragedia del libero arbitrio di Francesco Negri, con l'Alfabeto cristiano del Valdés, col Trattato della semplice e pura Chiesa d'Iddio dello pseudo-Atanasio che ribadiva la giustificazione per fede e con quel Quanto sia necessario la penitenza, in appendice al Trattato, che esplicitamente polemizzava contro le pratiche esteriori e l'inutilità delle opere e riduceva i sacramenti al battesimo e alla santa Cena.
Egli difese fra Tommaso da Carpenedolo che, in una predica tenuta nel 1545 in Santa Maria Maggiore, aveva negato, con grande scandalo degli ascoltatori, i miracoli dei santi e controllò che nelle omelie i predicatori non sostenessero la tradizionale dottrina del valore meritorio delle opere, ma si attenessero alla giustificazione per fede sostenuta, diceva, da Paolo nella Lettera ai Romani, suscitando discussioni e sospetti in chi, forte anche dei nuovi decreti tridentini, vedeva in tali dottrine una deviazione ereticale dall'ortodossia; con l'Edictum circa concionatores del 29 maggio 1548 intese sovrintendere alla scelta dei predicatori e, a voce, esortò a evitare che dai pulpiti si polemizzasse contro le teorie luterane o altre eretiche, giustificandosi con l'opportunità di non diffondere indirettamente tali opinioni tra i semplici e gli indotti.
Questa sua scelta provocò un grave incidente: il 28 agosto 1550 vietò al francescano Girolamo Finucci, che aveva tenuto a Bergamo omelie sul valore delle opere, di continuare a predicare, accusandolo di pelagianesimo e di provocare i luterani. Il frate informò dell'accaduto l'inquisitore Domenico Adelasio, accusando il vescovo di luteranesimo, ma il Soranzo si ebbe la solidarietà del Consiglio cittadino - che è quanto dire della nobiltà della città - che vedeva in lui soltanto un deciso e sincero oppositore agli scandali e all'indisciplina del clero. Il Finucci si sottomise e ritrattò le accuse, ma l'eco della vicenda non mancò di giungere fino a Roma.
Non mancarono di suscitare sospetti sulla sua ortodossia il fastidio che egli provava per l'eccesso di immagini presenti nelle chiese, che egli avrebbe preferito semplicemente imbiancate, la contrarietà che non esitava a manifestare per le invocazioni ai santi o alla stessa Vergine, fino a certi suoi accenni in materia di dogmatica, come la sua convinzione che la sostanza del pane e del vino, nell'eucaristia, permanga insieme con la carne e il sangue di Cristo, secondo la teoria luterana della consustanziazione.

### Al Concilio di Trento
Il 12 febbraio 1546, convocato, come altri vescovi veneti, da una lettera di Giovanni della Casa, si presentò a Trento dove fu assegnato alla commissione, presieduta dal cardinale Pole, incaricata di definire le fonti della Rivelazione. La grande maggioranza dei vescovi era favorevole a considerare la tradizione apostolica - gli scritti dei Padri e il magistero della Chiesa - equivalente in autorità alle Scritture: pari pietatis affectu ac reverentia. Si oppose apertamente a tale formula il vescovo di Chioggia, Giacomo Nacchianti, mentre il Soranzo sfumò, nella forma ma non nella sostanza, il suo dissenso proponendo in luogo di pari un simili o un summo o un toto e finì, l'8 aprile, per sottoscrivere il decreto con l'«oboediam», rifiutando il «placet».
Il 18 aprile Soranzo era nuovamente a Bergamo, avendo lasciato di sé, insieme con il Pole, il Madruzzo, il Bertano, il Nacchianti, e il Sanfelice l'ormai consueto sospetto d'eresia. Di una preoccupante situazione religiosa a Bergamo e nella provincia era informato ormai lo stesso governo veneziano; il 18 luglio 1548 il Consiglio dei Dieci ordinò ai rettori bergamaschi di svolgere indagini su «li heretici che seminano falsa doctrina cum scandalo universale, et alcuni anche predicano publicamente».

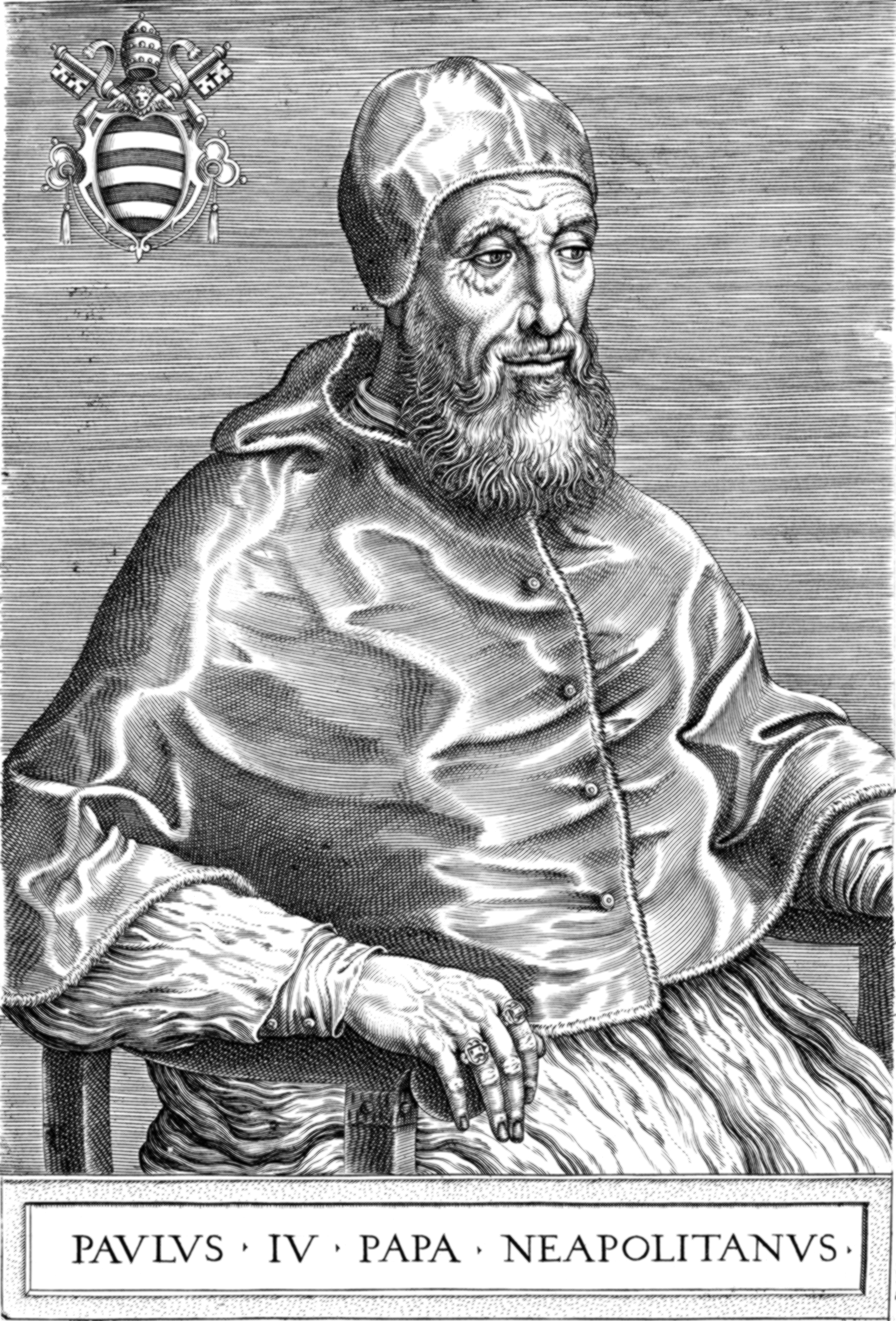
Paolo IV, papa dal 1555 al 1559

### I processi e la morte
Nell'ultima fase della sua vita, Soranzo subì due processi inquisitoriali, a causa della sua attività pastorale sospetta di devianze eterodosse e dell'appartenenza al circolo degli "spirituali". L'Inquisizione, sempre più potente sotto la guida del cardinal Gian Pietro Carafa, lo convocò a Roma: a sorpresa, nel marzo 1551 fu arrestato e quindi esaminato dal Sant'Uffizio. Riconobbe i suoi errori ed abiurò nel luglio 1551. Ma la sentenza del settembre 1551 non gli impose che lievi pene spirituali: questo grazie all'intervento diretto di papa Giulio III, al quale l'Inquisizione e il cardinal Carafa restavano sempre più invisi. Senz'altro giocò in suo favore anche l'amicizia con i cardinali Pole e Morone, allora ancora molto influenti in curia. Nel 1554 Soranzo poté anche ritornare al governo della sua diocesi.
Ma con l'elezione al papato proprio del cardinal Carafa, col nome di Paolo IV (1555-1559), le cose precipitarono di nuovo per il Soranzo, ancora sottoposto a processo, a partire dal 1557, nel contesto della durissima offensiva inquisitoriale scagliata da papa Carafa contro i suoi nemici interni in curia, gli "spirituali", in particolare i cardinali Giovanni Morone (incarcerato) e Reginald Pole (richiamato a Roma dall'Inghilterra, ma protetto dalla regina Maria Tudor e da Filippo II di Spagna, marito di quest'ultima), protettori di Soranzo. La Repubblica di Venezia, a dispetto delle continue pressioni esercitate da papa Paolo IV sull'ambasciatore della Serenissima a Roma, Bernardo Navagero, non concesse l'estradizione, proteggendo Soranzo in quanto patrizio, secondo una prassi consolidata. Questi, ormai gravemente ammalato, morì in patria, il 14 maggio 1558. Il secondo processo inquisitoriale, stavolta in contumacia, si era concluso con una dura condanna poco prima della sua morte.